# Finding Carter
Finding Carter es una serie de televisión estadounidense de drama adolescente que se emitió en MTV por dos temporadas a partir del 8 de julio de 2014 al 15 de diciembre de 2015. La serie sigue a Carter Stevens, una adolescente cuya vida se desgarra cuando descubre que la mujer que pensaba era su madre, Lori (Milena Govich), de hecho la había raptado de su familia cuando ella era una niña pequeña. Cynthia Watros y Alexis Denisof co-protagonizan como sus verdaderos padres, Elizabeth y David Wilson, junto con Anna Jacoby-Heron y Zac Pullam como sus hermanos, Taylor y Grant Wilson. La primera temporada se centra en el regreso de Carter a la familia Wilson y su ajuste en amistades y romances, mientras que la segunda temporada explora los verdaderos motivos detrás del secuestro de Carter, así como la lucha de Carter por pertenecer y las relaciones entre Taylor y su grupo social.
La primera temporada, que consistió en 12 episodios. Un mes después de su debut, MTV renovó Finding Carter para una segunda temporada de 12 episodios adicionales, que se amplió más adelante a 24 episodios. La cadena canceló más tarde la serie en enero de 2016.

## Argumento
La serie sigue a Carter, una adolescente que tiene una vida perfecta con su madre soltera llamada Lori. Luego de una noche alocada Carter termina en la cárcel y se revela que Lori su supuesta madre, secuestro a Carter cuando era bebe. Carter es regresada a su familia biológica y debe navegar a través de su nueva vida mientras se busca volver a reunirse con Lori. Sin embargo, la madre biológica de Carter, Elizabeth, está decidida a encontrar a Lori y castigar a la mujer responsable del secuestro de su hija hacía trece años. Mientras tanto, el padre de Carter, David, está escribiendo en secreto la secuela de su libro golpe sobre la desaparición de Carter. Al reunirse con sus padres biológicos, Carter se encuentra con que tiene dos hermano, Taylor y Grant.

## Elenco

### Elenco principal
- Kathryn Prescott como Carter Wilson (nacida como Lyndon Wilson, anteriormente Carter Stevens), que fue secuestrada a los 3 años y se reencuentra con sus padres biológicos después de ser arrestada. Carter es muy rebelde, disimulada y amante de la diversión. Al principio ella desprecia a Elizabeth por separarla de Lori, negándose a reconocerla como su "madre". Ella saca trucos y esquemas diferentes para molestar deliberadamente a Elizabeth. Sin embargo, después de darse cuenta de la verdad de todos los asuntos, Carter llega a aceptar a Elizabeth como su madre y aprende a lidiar con las maneras caóticas de su familia.[4]
- Cynthia Watros como Elizabeth Wilson, madre de Carter, Taylor, y Grant y detective del departamento de policía de Fairfax, VA. Elizabeth está muy dedicada a encontrar un terreno común con Carter, sacrificando mucho tiempo y recursos (a menudo a expensas de su familia). Estaba al borde del divorcio antes de reunirse con Carter, pero al final decidió que quería que su familia estuviera junta por una vez. Había dormido con Kyle extensivamente antes de que su familia lo descubriera y la obligara a confesarle a David.[4]
- Alexis Denisof como David Wilson, padre de Carter, Taylor, y Grant y escritor. Él es presionado por su agente para escribir el libro 'Finding Carter'. Miente sobre el libro al principio, tranquilizando a Carter que no publicaría nada ni comenzaría a escribir sin su permiso. Sin embargo, ya había terminado la novela antes incluso de decirle la verdad. Tuvo un romance con Lori Stevens antes del secuestro de Carter, revelando a Elizabeth que era sobre todo culpa suya. Posteriormente David toma un trabajo como profesor en una academia.[4]
- Anna Jacoby-Heron como Taylor Wilson, hermana gemela fraternal de Carter y la novia de Max. Taylor es extremadamente inteligente, reflexiva y cariñosa. A menudo da consejos a Carter, resultando que las dos se hagan muy cercanas. Ella se involucra más adelante romanticamente con el ex de Carter, Max. Ellos ompen cuando ella no puede superar a Max por perdonar a su exatacante.[4]
- Zac Pullam como Grant Wilson, hermano menor de Carter y Taylor. Grant se ve a sí mismo como el "hijo de reemplazo", describiendo esto de una manera que todo el mundo simplemente lo mira. Rara vez recibe atención, haciéndolo muy impresionable y escéptico. Él tiene una relación en línea con una chica por Skype regularmente.
- Alex Saxon como Max Wagner, novio de Taylor y el mejor amigo de Carter que conoció mientras vivía con Lori. Max es compasivo y comprensivo, a menudo sus amigos recurren a él por consejo. Él tenía una relación de amigos con beneficios con Carter antes de conocer a Taylor, más tarde se convierte en su novio. Tuvo una infancia bastante traumática, siendo testigo de que su madre fue apuñalada por su padre cuando era joven. Como resultado de esto, no deja que el odio se acumule dentro de él; Max perdona un accidente por el que casi toma su vida porque quiere ahorrarse de cualquier dolor adicional.[4][5]

### Elenco recurrente
- Milena Govich como Lori Stevens, quien secuestró a Lyndon cuando tenía tres años y la crio como Carter Stevens. Se revela en el primer episodio de la temporada 2 que fue una donadora de óvulos para Elizabeth y David, y es la madre biológica de Carter y Taylor. Ella es delirante y profundamente convencida de que ella tiene todos los derechos paternales de Carter y Taylor. Lori es considerada como una loca y enviada a una institución mental, más tarde suicidándose.[4]
- Vanessa Morgan como Beatrix "Bird" Castro, mejor amiga de Carter. En "Now You See Me" revela a Carter que fue atacada por un tipo con máscara. Los padres de Bird son muy acomodados. Después de que sus padres se van de la ciudad, su casa es excluida y se ve obligada a lidiar con las repercusiones. Ella tiene una relación breve con Madison antes de salir con un tipo llamado Seth. Después de una sobredosia muere, Bird se entera de que está embarazada y termina abortando al bebé.[6]
- Jesse Henderson como Gabe Medeiros,
- Jesse Carere como Ofe
- Caleb Ruminer como Cameron "Crash" Mason
- Eddie Matos como Kyle Medeiros
- Meredith Baxter como la abuela Joan, madre de Elizabeth y la abuela de los niños. Ella es una mujer rica y respetada alrededor de la ciudad. Joan desaprueba la decisión de su hija de casarse con David por su incertidumbre económica e inestabilidad financiera.[4][6]
- Robert Pine como el abuelo Buddy, padre de Elizabeth, marido de Joan y el abuelo de los niños. Él apoya a su hija y cuida cuando se trata de sus nietos.[4][6]
- Stephen Guarino como Toby, agente literario.[4]
- Molly Kunz como Madison, una de las viejas "amigas" de Carter cuando vivía con Lori. Ella visitó Carter después de ser expulsado por sus padres, que la desprecian por ser lesbiana. Madison más tarde le dice a Bird que vino porque Lori la envió, sintiéndose como si estuviera acostumbrada a atraer a Carter lejos de los Wilsons. Ella es el interés amoroso de Bird.
- Erin Chambers como Hillary, asistente de David e interés amoroso. Está molesta cuando descubre que David recurre a Elizabeth.
- Mason Dye como Damon
- Elizabeth Hunter como Reagan, amiga por Internet de Grant e interés amoroso.
- Ben Winchell como Benjamin Wallace, hijo biológico de Lori y David.
- Madison McLaughlin como Olivia, la hermana adoptiva de Ben que Carter piensa inicialmente es su novia. Lori la ayuda a entrar en rehabilitación.
- Jackson Rathbone como Jared, camarero y dueño del bar que contrató a Carter como camarera.

## Episodios
| Temporada | Temporada | Episodios | Estreno             | Estreno                  |
| Temporada | Temporada | Episodios | Inicio              | Final                    |
| --------- | --------- | --------- | ------------------- | ------------------------ |
|           | 1         | 12        | 8 de julio de 2014  | 16 de septiembre de 2014 |
|           | 2         | 24        | 31 de marzo de 2015 | 15 de diciembre de 2015  |

## Producción y desarrollo
Finding Carter fue escrito como una muestra de escritura por Emily Silver, quien luego la compró a redes como ABC Family y MTV. Poco después, Terri Minsky fue incluido en el proyecto como productor ejecutivo y el piloto pasó por una reescritura. El 12 de septiembre de 2013, MTV pide la orden del piloto. Scott Speer luego firmó un contrato para dirigir el piloto.
El 30 de enero de 2014, Finding Carter se le dio una orden de 12 episodios. La filmación para Finding Carter ocurre en Atlanta, Georgia, en la vieja facilidad de Westlake High School. En abril, se anunció que Jesse Henderson jugaría a Gabe, el papel en el cual Nolan Sotillo fue elegido previamente.
El 19 de agosto de 2014, MTV renovó el espectáculo para una segunda temporada con 12 episodios. El 10 de enero de 2015, se anunció que la temporada 2 sería estrenada el 31 de marzo de 2015. El 18 de mayo de 2015, se anunció que habría una extensión de 12 episodios más para la temporada 2 siendo estrenadas en octubre. El final de temporada de la temporada 2 fue el 15 de diciembre de 2015. El 29 de enero de 2016, MTV anunció la cancelación del programa debido a una caída en los espectadores. Desde la cancelación del programa, varias peticiones se han creado en línea en los esfuerzos de intentar conseguir renovar para una tercera temporada o para los servicios de la transmisión, tales como Netflix, para tomar el espectáculo.

### Casting
Los anuncios de casting comenzaron en octubre de 2013, con Cynthia Watros en el papel de Elizabeth Wilson, detective policial y madre biológica de Carter. Poco después, Kathryn Prescott, Anna Jacoby-Heron, Zac Pullam, y Jesse Henderson fueron elegidos en la serie. Prescott firmó el papel de Carter Stevens, un personaje confiado y travieso, que tiene una relación cercana con la mujer que ella pensó era su madre; Jacoby-Heron fue elegida para el papel de Taylor Wilson, la hermana gemela fraternal de Carter; Pullam fue echado como Grant, el hermano menor algo separado de Carter que nació después de su desaparición; y Henderson se unió al papel de Gabe, el amigo cercano de Taylor que inmediatamente se encuentra atraído por Carter. A principios de noviembre, Alexis Denisof fue elegido como David Wilson, el padre de Carter, que tuvo éxito como novelista después de escribir un libro sobre la desaparición de su hija. Milena Govich interpreta el papel de Lori, la mujer que secuestró a Carter cuando ella tenía tres años.

## Recepción
Finding Carter recibió comentarios positivos por parte de los críticos. La primera temporada recibió 71/100 en Metacritic, indicando críticas generalmente favorables, basado en 9 comentarios. En Rotten Tomatoes la temporada 1 posee un rango de 88%, basada en 8 comentarios, con un rango medio de 7.1/10.

## Transmisiones
En Australia, la serie se estrenó el 16 de julio de 2015, en FOX8. El 26 de noviembre de 2015 comenzó a emitirse en MTV Portugal desde la primera temporada. En MTV Dinamarca comenzó a transmitir ambas temporadas desde 21 de julio de 2016. En MTV UK se transmitió la primera primera temporada el 21 de junio de 2016. En Alemania se emite a través de Disney Channel.